# Liebenau (Hesja)
Liebenau (dolnoniem. Lebenogge) – miasto w Niemczech, w kraju związkowym Hesja, w rejencji Kassel, w powiecie Kassel.

## Współpraca
Miejscowości partnerskie:
- Liebenau, Austria
- Liebenau, Dolna Saksonia
- Liebenau – dzielnica Altenberga, Saksonia